# Iridopsis rupertata
Iridopsis rupertata là một loài bướm đêm trong họ Geometridae.